# Глилот (военная база)
Военная база Глилот (ивр. מחנות גלילות‎) — израильская учебная военная база Армии обороны Израиля, расположенная в Рамат-ха-Шароне, к северо-востоку от развязки Глилот и состоящая из нескольких учебных лагерей. База, общая площадь которой составляет 1870 дунамов, включает в себя центральный лагерь подразделения 8200, «Лагерь Герцог», в котором находится Бахад 15 — школа военной разведки Управления военной разведки Израиля, и «Лагерь Даян», в котором находятся военные колледжи .

## История
Источником названия лагерей является бывшее поселение Глилот, в своём прошлом находившееся в районе арабского селения Аджалиль, жители которого покинули его из-за страха перед боевыми действиями во время Войны за независимость Израиля. Одной из первых учебных баз была военно-инженерное училище . В 1952 году на эту базу перебралось подразделение «Ширут Модеин 2», которая позже была переименована в подразделение 8200 .
Штаб-квартира Моссада также находится недалеко от этих лагерей. Кроме того, рядом с ними расположены Центр разведывательного наследия и место памяти жертв разведсообщества .

## Перенос базы
В 2008 году было принято решение перенести большую часть комплекса Глилот для освобождения ценных территорий для последующей застройки. Согласно плану, процесс перемещения Управления военной разведки в Негев должен был быть осуществлен с ориентировочной стоимостью 25 миллиардов шекелей, вместо этого планировалось строительство жилых, офисных и рабочих площадей. По состоянию на 2017 год, план приостановлен и неизвестно когда он будет реализован.